# Vozera Belaje (sjö i Belarus, Vitsebsks voblast)
Vozera Belaje (ryska: Озеро Белое, belarusiska: Возера Белае) är en sjö i Belarus.   Den ligger i voblasten Vitsebsks voblast, i den norra delen av landet, 240 km norr om huvudstaden Minsk. Vozera Belaje ligger 130 meter över havet. Arean är 1,1 kvadratkilometer. Den sträcker sig 1,2 kilometer i nord-sydlig riktning, och 1,3 kilometer i öst-västlig riktning.
I omgivningarna runt Vozera Belaje växer i huvudsak blandskog. Runt Vozera Belaje är det mycket glesbefolkat, med 7 invånare per kvadratkilometer.